# Casablanca KidWorks

Casablanca-KidWorks-Logo

Casablanca KidWorks war ein 1979 gegründetes Projekt von Casablanca Record & FilmWorks. Das Konzept geht auf Lewis Merenstein zurück, der mit Casablanca-Gründer Neil Bogart befreundet war. Merenstein war Produzent, u. a. für Van Morrison (Astral Weeks, 1968) und für das Album von Peter Criss’ Band Chelsea (Decca, 1969), und brachte Bogart die Idee nahe, kindgerechte Schallplatten zu produzieren und über die Restaurantkette McDonald’s zu vertreiben.

## Konzept und Entwicklung
Bogart beauftragte Ellen Wolff und Walter Wanger von Casablancas Creative Services, das Konzept zu entwickeln. Sie konsultierten namhafte Kinderpsychologen und erfragten, was für Kinder gut geeignet, verständlich und motivierend sei und auch McDonald’s gerecht werden würde. Es wurden Songwriter verpflichtet, die bekannt dafür waren, dass sie ein gutes Verständnis für kindgerechte Musikbearbeitung hatten, und sie produzierten insgesamt drei vollständige Alben, die schon damals interaktiv gehalten waren, obwohl es den Begriff noch nicht gab: Sie enthielten Puzzle, Bücher oder Landkarten, mit denen die Kinder arbeiten und durch die sie lernen konnten. Wanger und Wolff schrieben auch Sprechtexte für die Alben.
Das fertige Produkt wurde McDonald’s vorgestellt; Wolff, Wagner und Merenstein fuhren mehrfach nach Chicago, um es zu präsentieren, und schließlich sahen sich einige Vertreter der Firma die Werbefilme an, die nach dem bewährten McDonald’s-Muster produziert worden waren. McDonald’s stimmte dem Konzept und dem von Bogart entwickelten Marketingplan, zu dem auch die Idee eines McDonald’s-Schallplatten- und Buchclubs gehörte, zu. Über den Club sollten Schallplatten, Audiocassetten, 8-Track-Tapes und Bücher verkauft werden. Die Marke Casablanca KidWorks wurde am 19. September 1979 beim Patent and Trademark Office des U.S. Dept. of Commerce eingetragen und erhielt damit ihre Markenschutzrechte.
Die produzierten Schallplatten erschienen 1979 und 1980 während einer Testphase unter der Lizenz The Ronald McDonald Discovery und wurden über die Restaurants der Kette vertrieben. Das Etikett der Platten zeigte das bekannte Casablanca-Logo mit dem Zusatz KidWorks, darunter waren ein roter Wachsmalstift, Murmeln, ein Würfel, ein Knopf, ein Scrabble-Stein und ein kleines Spielzeug zu sehen. Obwohl Merenstein eine weitere Entwicklung der Abteilung prognostiziert hatte, scheiterte KidWorks, als klar wurde, dass PolyGram Casablanca Record & FilmWorks vollständig übernehmen würde, sodass Bogart seine Firma verlassen musste.

## KidWorks-Produkte
- Ronald McDonald Visits America – A Child's Tour of the 50 States (LP, 1979, KDLP 1001)
- Rainy Day Fun Starring Ronald McDonald (LP, 1980)
- K*I*D*S Radio Birthday Party Starring Ronald McDonald Dee-Jay (LP, 1980, KDLP 1003)
- Share a Song From Your Heart/F-R-I-E-N-D-S (Single)